# Голливудский музей восковых фигур
Голливудский музей восковых фигур (англ. Hollywood Wax Museum) — музей восковых фигур в США, находящийся в Голливуде, Калифорния; расположен на знаменитом Голливудском бульваре. Почти полностью посвящён актёрам и их ролям, представляя посетителям сцены из известных фильмов.

## История
Музей был создан канадским бизнесменом индийского происхождения Спуни Сингхом (1922—2006) и открыт 25 февраля 1965 года. Является самым большим по длине музеем восковых фигур в США, его протяжённость составляет почти 1/2 мили. После выхода на пенсию и смерти Сингха, управлять музеем стали его сыновья и внуки. Их вклад в культурное наследие Голливуда отмечен местной торгово-промышленной палатой и общественным фондом.
Голливудский музей восковых фигур появлялся на экранах кино и телевидения. Его экспозиция постоянно дополняется новыми персоналиями. Здесь существует также «комната ужасов».
Сингхом Спуни были открыты филиалы воскового музея в других штатах США: Hollywood Wax Museum Branson (1996 год, штат Миссури); Hollywood Wax Museum Gatlinburg и Hollywood Wax Museum Pigeon Forge (2007 год и 2012 годы, штат Теннесси); Hollywood Wax Museum Myrtle Beach (2014 год, штат Южная Каролина).
Интересно, что в Голливуде также имеется филиал английского музея мадам Тюссо — Madame Tussauds Hollywood.